# Romildo Titon
Romildo Luiz Titon (Tangará, 24 de agosto de 1954) é um político brasileiro. É atualmente deputado estadual em Santa Catarina.

## Vida
Filho de Marcelino Titon e Maria Crema Titon. Casou com Neiva Maria Pereira Titon, com quem tem filhos.
Deputado estadual, filiado ao Partido do Movimento Democrático Brasileiro (PMDB), ocupa a 1ª vice-presidência da Assembleia Legislativa de Santa Catarina.
Representante das regiões meio-oeste, Planalto Serrano e planalto sul de Santa Catarina, Titon começou a carreira política aos 20 anos, quando ocupou a intendência distrital da comunidade de Monte Carlo. Após esse período tornou-se vereador de Campos Novos durante dois mandatos seguidos, de 1976 a 1988. Em seguida foi prefeito do município de 1989 a 1992. E, em 1994, candidatou-se e foi eleito deputado estadual pela primeira vez com 16.030 votos. Em 2010, Romildo Titon candidatou-se para o quinto mandato consecutivo, reelegendo-se com 54.697 votos.
Foi deputado à Assembleia Legislativa de Santa Catarina na 13ª legislatura (1995 — 1999), na 14ª legislatura (1999 — 2003), na 15ª legislatura (2003 — 2007), na 16ª legislatura (2007 — 2011) e na 17ª legislatura (2011 — 2015). Nas eleições de 2014, em 5 de outubro, foi reeleito deputado estadual para a 18ª legislatura (2015 — 2019).

## Atuação política
Na Assembléia Legislativa de Santa Catarina, já atuou como líder do governo, 1º e 2º secretário da Mesa Diretora e presidiu por seis anos a mais importante comissão do parlamento estadual, a de Constituição e Justiça.
Titon tem atuação dedicada à sua base eleitoral, com foco nas áreas de agricultura, saúde, acessibilidade e infraestrutura, a exemplo da luta pela duplicação da BR-282.
Titon foi ainda relator do Código Ambiental de Santa Catarina, que inspirou o debate nacional para a revisão do Código Florestal Brasileiro. Em 2013 está coordenando a equipe responsável pela revisão do Código Ambiental de SC, ajustando a legislação catarinense ao Código Florestal Brasileiro.